# El Raurell (la Quar)
El Raurell és una masia fortificada del municipi de la Quar al Berguedà, situat 1,5 km al nord de Sagàs, inclosa en l'Inventari del Patrimoni Arquitectònic de Catalunya i declarada Bé d'Interés Nacional.

## Descripció i característiques
El Rourell és una masia de planta basilical, coberta a quatre vessants i amb el carener paral·lel a la façana, orientada a ponent. A migdia la masia té afegit un cos rectangular cobert a una sola vessant i perpendicular a l'eix del cos central de la masia. Al costat nord-oest s'aixeca una elegant torre de planta quadrada, coberta a quatre vessants. La Masia del Raurell està totalment murallada i domina un ampli territori. És un clar exemple de masia amb torre de defensa incorporada al mas.

## Història
Ja està documentada el 1252. El Raurell està documentat com a possessió del monestir de Sant Pere de la Portella. La parròquia de Sant Maurici de la Quar era situada a les terres del Raurell, conegut primerament amb el nom de mas Quadres, nom mantingut fins al segle xv. Pagaven al monestir de la Portella les rendes de la "tasca" per un casal, i la "quintana" per un camp. Al s. XV la pubilla de les Quadres es casà amb un Raurell (procedent de la Plana de Vic), que imposà el seu cognom. Durant tretze generacions l'hereu del Raurell ha portat el nom d'Antoni. La masia fou ampliada al segle xviii. El 1714, durant la Guerra dels catalans, s'hi reuniren les tropes d'Antoni Desvalls i de Vergós i les del coronel de fusellers de muntanya Ermengol Amill, abans d'emprendre la presa del castell de Gironella. També patí les conseqüències de les guerres Carlines, principalment la de 1873, i de la Guerra Civil. L'església de la masia del Raurell és obra del segle xvii (1640) i està advocada a Sant Antoni.